# Yasuhiro Nagahashi
Yasuhiro Nagahashi (長橋 康弘, Nagahashi Yasuhiro) est un footballeur japonais né le 2 août 1975. Il était milieu de terrain.

## Palmarès
- Champion du Japon de D2 en 1999 et 2004 Kawasaki Frontale
- Finaliste de la Coupe de la Ligue japonaise en 2000 avec Kawasaki Frontale